# Symplegma japonica
Symplegma japonica är en sjöpungsart som beskrevs av Takasi Tokioka 1962. Symplegma japonica ingår i släktet Symplegma och familjen Styelidae. Inga underarter finns listade i Catalogue of Life.